# Коростыли
Коростыли — деревня в Коломенском районе Московской области. Относится к сельскому поселению Проводниковское.

## География

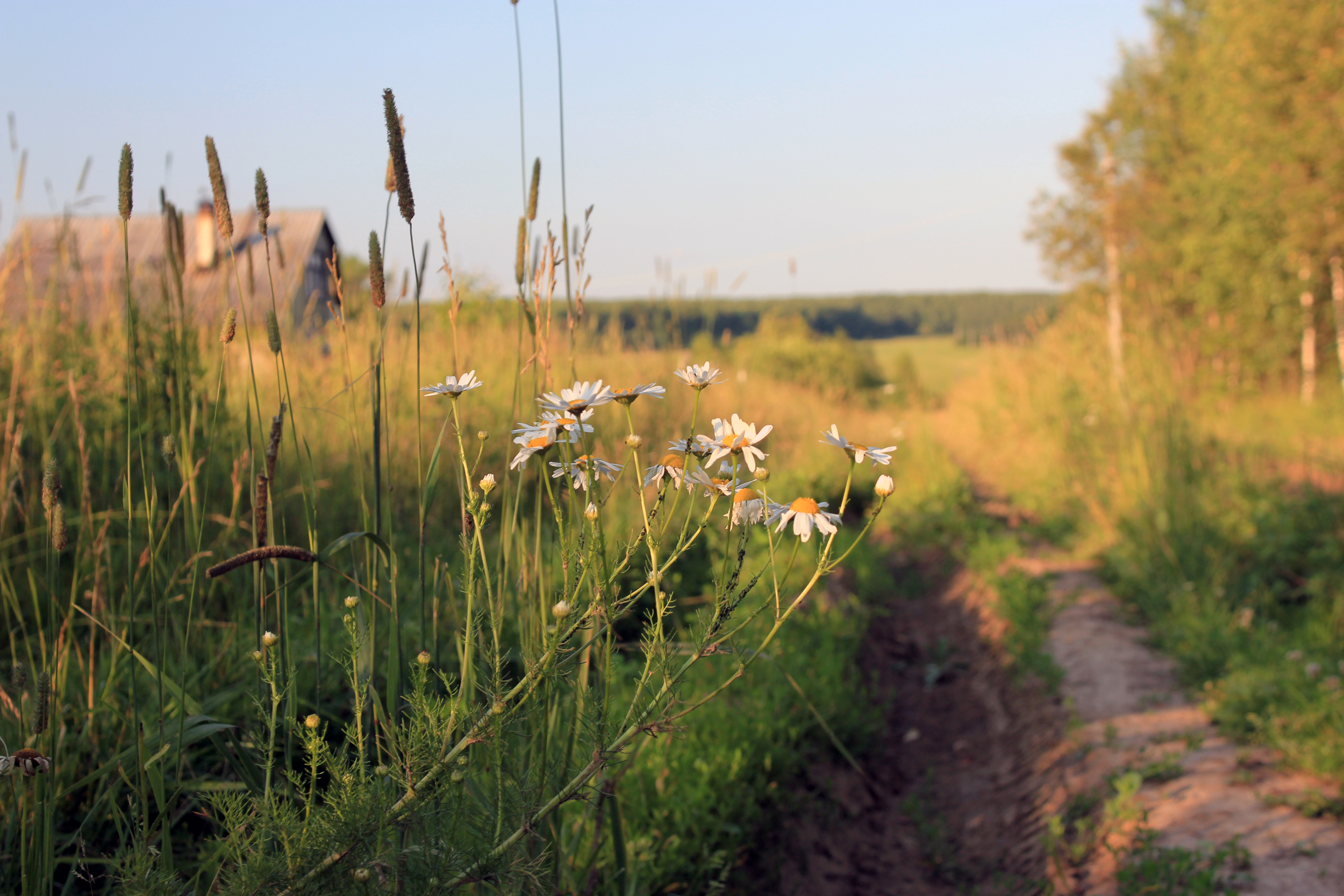

Деревня Коростыли расположена примерно в 18 км к западу от города Коломны. Ближайший населённый пункт — деревня Дубна. К деревне относятся находятся три садовых некоммерческих товарищества: «Дубна-Коростыли», «Лада» и «Союз».

## История
На военно-топографической карте Шуберта указана как деревня Каростели.

## Население
| 2002 | 2006 | 2010 |
| ---- | ---- | ---- |
| 0    | →0   | →0   |

С середины 2014 года в деревне зарегистрированы 3 человека, один из которых проживает постоянно. 